# Порет, Алиса Ивановна
Али́са Ива́новна Поре́т (15 (28) апреля 1902, Санкт-Петербург — 15 февраля 1984, Москва) — советская художница, ученица К. С. Петрова-Водкина и П. Н. Филонова. Живописец, график, художник книги.

## Биография
Родилась 15 (28) апреля 1902 года, в Санкт-Петербурге. Мать — Цецилия Карловна Рейнгольдсен (1880—1971), происходила из семьи обрусевших шведов, отец — Иван Адамович Порет (1870—1924), врач-фармацевт, работавший в заводской больнице при Путиловском заводе. Брат, Виктор Иванович Порет (1906—1973), военный врач.
В 1911—1918 годах училась в Анненшуле.
В 1918—1919 годах занималась на подготовительном отделении Художественной школы-мастерской (бывшей Рисовальной школы при Императорском Обществе Поощрения Художеств).
В 1920 г. поступила в Художественно-промышленный техникум в Петрограде, откуда в 1921 г. была переведена без экзаменов в ВХУТЕИН. Училась у А. И. Савинова, К. С. Петрова-Водкина.
В 1925 году защитила диплом во ВХУТЕИНЕ, дипломная работа — «Четверо за столом» («Игроки»), 1925.
В 1926 г. вступила в общество «Круг художников». С конца 1926 года занималась в мастерской Павла Филонова.
С 1926 г. была замужем за искусствоведом Аркадием Матвеевичем Паппе, овдовела в январе 1927 г.
В 1927 году, оставив «Круг», вступила в члены группировавшегося вокруг Филонова коллектива Мастеров аналитического искусства, и вместе со всем коллективом МАИ участвовала в апреле 1927 года в художественном оформлении Дома Печати в Ленинграде.
Иллюстрировала детские книги с 1925 года, с 1928 года начала работу в Детгизе (первая книга сделана в сотрудничестве с художницей Т. Н. Глебовой), работала также с детскими журналами «Ёж» и «Чиж». В 1932 г. вместе с тринадцатью другими учениками Филонова участвовала в оформлении книги «Калевала» (издательство «Academia», 1932—1933).
В 1933 г. вышла замуж за художника Петра Павловича Снопкова.
C 1935 по 1961 г. была замужем за композитором Борисом Сергеевичем Майзелем. Развод в 1961 г.
Во время войны, в 1942 году эвакуировалась из блокадного Ленинграда в Свердловск, вернулась в 1944 году.
С 1945 по 1984 год жила в Москве, в последние годы — на ул. Огарёва, д. 13.
Иллюстрировала детские книги, работала в живописи. В 1974 году прошла первая персональная выставка художницы в Центральном доме архитектора. В 1980 году — персональная выставка в МОССХ. Работы художницы приобретаются различными музеями страны (Нукус, Петрозаводск, Архангельск, Тбилиси).
Умерла 15 февраля 1984 года в Москве. Похоронена на Ваганьковском кладбище (участок 58а).

## Творчество
Наиболее значительным периодом в творчестве А. И. Порет считается время её работы под руководством П. Н. Филонова, с 1926 по 1935 год. В этот период написаны лучшие работы художницы.
В 1927 г. коллектив мастеров аналитического искусства (МАИ), в который вошла Порет, под руководством П. Н. Филонова работал над оформлением «Дома печати» на Фонтанке. В рамках этой общей работы некоторые художники работали по двое; так Т. Н. Глебова и Порет написали для выставки живописное панно на одном холсте, вертикально разделённом надвое. Панно А. И. Порет называлось «Нищие и беспризорники», панно Т. Н. Глебовой называлось «Тюрьма». Выставка МАИ имела широкий успех. Панно Т. Н. Глебовой «Тюрьма» хранится в собрании барона Тиссен-и Борнемиса в Мадриде. Панно А. И. Порет «Нищие и беспризорники» хранится в частном собрании.
Т. Н. Глебова и А. И. Порет оформили совместно около 16 книг. "Мы… писали вместе, сидя рядом, большие полотна маслом и научились рисовать, ведя карандашом с двух сторон и всё сходилось. Так же мы делали все детские книжки и рисунки для «Чижа» и «Ежа».
В 1932 г. вместе с другими членами МАИ участвовала в оформлении издания финского эпоса «Калевала». C 1934 года творческое сотрудничество Глебовой и Порет прекратилось.
В конце 1920-х и в начале 1930-х гг. художница сделала не так много станковых работ, потому что филоновская техника работы точкой была крайне трудоёмкой. В это время были написаны акварельные работы:
- «Без названия (Забытое лицо)» — портрет П. И. Соколова, (1926)
- «Селигер» (1929) ,
- «Формула семьи Глебовых» (1929),
- «Хокусай» (1929—1931),
- «Кормилица с ребёнком» (Туалет), «Летний сад», «Итальянское семейство», «Охотники» (все — после 1933 г.)[9] и др.

В послевоенный период начался совершенно иной период творчества А. И. Порет. Она создала более 200 живописных произведений. По ним невозможно представить, что когда-то она работала по аналитическому методу Филонова и была его ученицей.
В 1960-е и 1970-е гг. написала ряд портретов с фотографий 1930-х гг. — «Портрет Кирилла Струве» 1964, «Портрет Даниила Хармса», «Павел Николаевич Филонов» (1966), «Художник и его модели. Автопортрет» (1958).
Писала «воображаемые» портреты И. С. Баха — «Вечно золотой Бах» (1962), Велемир Хлебников (1965) Альберт Эйнштейн (1971), Пабло Пикассо (1973 «Пикассо 90 лет») и портреты с натуры — «Кира Сапгир» (1963), «Портрет Зары Долухановой» (1967), Сёстры Лисициан (1970), Портрет Наташи Шапошниковой (1972), «Семья Великановых» (1947), «Мой друг Котэ Топуридзе» (1962).
Продолжала работу по оформлению детской книги, вплоть до 1980-х гг. А. И. Порет — автор иллюстраций к первому русскому изданию «Винни-Пуха» (1960).

## Дом в разрезе
В 1931 г. А.И. Порет совместно с Т. Н. Глебовой  написала живописную работу «Дом в разрезе» (другое название «Разрез нашего дома»).  В 1946 году художницы разделили картину,  Алиса Порет отрезала от холста написанную ею часть, и её местонахождение в настоящее время неизвестно.

## Литературная деятельность
Алиса Порет была знакома с поэтом Даниилом Хармсом на протяжении 1928—1932 годов, во время работы в Детгизе, но не иллюстрировала его стихов или рассказов до 1980 г. В 1931 году фотографом Павлом Мокиевским была снята серия фотографий-живых картин. Даниил Хармс принял участие только в одной съёмке — «Неравные браки», в которой сняты две его фотографии с Т. Глебовой и две фотографии с А.Порет.
В ноябре 1932 года  Д. И. Хармс пережил увлечение Алисой Порет, длившееся до марта 1933 года, достаточно откровенно описав его в своих дневниковых записях. В начале 1933 года Алиса Порет вышла замуж за П. П. Снопкова, «о чём Хармс узнал лишь постфактум», и вскоре Хармс и Порет навсегда прекратили всякие, даже деловые, отношения.
В 1970-х годах написала о поэтах А. И. Введенском и Д. И. Хармсе свободные, и, видимо, малодостоверные воспоминания, долгое время существовавшие только в самиздате. Воспоминания были опубликованы в 1980 году В. И. Глоцером, и были написаны в жанре литературного анекдота.
В кругу людей, знавших Хармса и Введенского, эти воспоминания были приняты крайне негативно: в них видели путаницу времени, искажение событий, Я. С. Друскин и Т. А. Липавская считали, что «ни одного слова правды нет в её воспоминаниях» .

## Книжная иллюстрация[16]
- Ленский Вл. Чепуха чепушистая. Рисунки А. Порет, обложка Сергей Пожарского. Л.: Т-во «Начатки знаний». 1925.
- Манасеина Н. И. Дети и детёныши. (Рассказы для детей дошкольного возраста). Л., 1925.
- Скалдин А. Д. Чего было много / Рис. А. Порэт. М.; Л.: Госиздат, 1929.
- Паперная Э. С., Карнаухова И. В. Чьи это игрушки? / Рис. А. Порет. [М.; Л.]: Госиздат, 1930. (12) с.
- Петров В. (Кетлинская В. К.) Тринадцать октябрей. Рис. А Порэт. М.; Л.: ГИЗ, 1930.
- Степанова М. Д. Мёд (Стихи для детей) / Рис. А. Порэт. М., Л, : Радуга, 1930.
- Авербах А. Л., Гинзбург Л. Я. Обед в кармане / Рис. и обл. А. Порэт. М.; Л.: ОГИЗ-Молодая гвардия, 1932. 64 с.
- Никитич Н. Кибитка — школа. М.; Л. Молодая гвардия, 1932.
- Плотников М. А., Клычков С. Янгал-Маа. Мадур Ваза — победитель. М.; Л.: Academia, 1933.
- Война мышей и лягушек (Батрахоминомахия) / Перевод с древнегреческого, вступит. статья и комментарии М. С. Альтмана; Иллюстрации и оформление А. И. Порет. М.; Л., 1934.
- Сага о Волсунгах / Пер., предисл. и примечания Б. И. Ярхо, оформл. А. И. Порет. М.; Л.: Academia, 1934.
- Лесаж А. Р. Похождения Жиль Бласа из Сантильяны: В 2 т. М.: Academia. 1935 (Переплет и суперобложка).
- Выгодская Э. И. История Эдварда Деккера. Рис . А. И. Порэт. М.; Л.: Детиздат, 1936.
- Выгодская Э. Алжирский пленник: Необыкновенные приключения испанского солдата Сервантеса, автора «Дон-Кихота». М.; Л.: Детиздат, 1936.
- Гофман Э. Т. А. Повелитель блох: Сказка в семи приключениях двух друзей / Илл. Н. П. Феофилактова; Фронтиспис Н. Ульянова. Переплёт А. Порет. М.; Л.: Academia, 1937.
- Гофман Э. Т. А. Щелкунчик и мышиный король; Королевская невеста / Илл. Л. А. Жолткевич. Переплёт А. Порет. М.; Л.: Academia, 1937.
- Калевала / Пер. Л. Бельский. Петрозаводск: Гос. изд-во Карело-Финской ССР, 1940.
- Высотская О. Баллады. Свердловск: ОГИЗ Свердлгиз, 1942.
- Кузнецова А. В. Птицы (Стихи) / Рис. А. Порет. Свердловск: Свердлгиз, 1942.
- Михалков С. В. Два барана: Стихи. М.: Худ.-эстамп. мастерская МХТ, [1944].
- Михалков С. В. Стихи. М.: Худ.-эстамп. мастерская, 1945. 11 с.
- Михалков С. В. Трезор / Илл. А. Порет. М.: Худ.-эстамп. мастерская МГХ, [1945].
- Никита-кожемяка. Пересказ А. Покровской. Рис А. Порет. М.: Молодая гвардия. 1945. (Библиотека «Мурзилки»).
- Маршак С. Я. Веселый театр / Примеч. А. Гросмана; Рис. А Порет. М.: Мол. гвардия, 1946.
- Порет А. И. ABC (Английская азбука) . Ил. А. Порет. Л. Советский художник, 1946.
- Бианки В. В. Мастера без топора. М.: Молодая гвардия, 1946 (1947?).
- Маршак С. Я. Веселый театр. М.: Мол. гвардия, 1946.
- Выгодская Э. История Эдварда Деккера. Книжка для маленьких детей. М. Сов. график, 1948.
- Михалков С. В. Стихи / Рис. А. Порет. М.: Сов. график, 1948.
- Михалков С. В. Трезор. М.: Сов. график, 1948.
- Детский календарь. 1949 / Авт.-сост. Е. И. Гроздова; Илл. М. В. Артемьев, К. Н. Берман, А. И. Порет и др. М., 1948.
- Книжка для маленьких детей. Рис. А. Порет. М. : Сов. график. 1948.
- Тайц Я. М. Рябинка. (Сказка для маленьких детей). Рис. А. Порет. М. Сов. график, 1948.
- Майзель Б. С. Кораблик. Детская песенка. Слова С. Я. Маршака. М. Музгиз, 1950.
- Михалков С. В. Мой щенок. М.: Полигр. ф-ка Москворец. райпромтреста, [1950].
- Майзель Б. С. Кораблик: Детская песенка / Слова С. Я. Маршака. М.: Музгиз, 1950.
- Райс К. Дорожка домой. Стихи. Пер. с чеш. З. Александровой. Рис А. Порет. М. Детгиз, 1957.
- Михалков С. В. Котёнок. Книжка — ширма. М. : Росгизместпром, 1957.
- Белый дом и чёрный кот: Весёлые стихи польских поэтов / Пересказал Б.Заходер. [М.: Детгиз, 1958].
- Тайц Я. М. Дед-Мороз. М.: Детский мир, 1958.
- Тайц Я. М. Игрушки в избушке. Стихи для детей. М.: Детский мир, 1959.
- Майзель Б. С. Белый дом и чёрный кот; Дождик / Слова Б. Заходера. М.: Музгиз, 1960.
- Милн А. Винни-Пух и все остальные / Пересказ Б. Заходера. М.: Детский мир, 1960. 148 с.
  - Переизд.: Винни-Пух и все-все-все! / Пересказ Б. Заходера. М.: Малыш, 1970. 198 с.
- Петишка Э. Как Мартинек заболел / Пер. с чешск. Г. Можаровой. М.: Детский мир, 1960.
- Биссет Д. Забавные истории. Реджи и Блэки. Бинки и его полосы. 1961.
- Альбатрос и черепаха / Пер. Е. Селезневой. М.: Детский мир, 1961.
- Бжехва Я. На Горизонтских островах. М.: Детский мир. 1961.
- Токмакова И. П. Подарки. Стихи. М.: Детский мир, 1962.
- Сапгир Г. В. Живая одежда. Стихи для младшего школьного возраста. М.: Детский мир. 1962.
- Селезнева Е. Котёнок, который хотел быть тигром / Рис. А.Порет. Л.: Детский мир. 1963.
- Мошковская Э. Не пора ли на урок? М.: Советская Россия, 1963.
- Сапгир Г. В. Сказка звёздной карты. М.: Детский мир, 1963.
- Яковлев Ю. А. Воробей-Воробыш. М.: Детский мир, 1963.
- Грибачёв Н. М. Рыжий. М.: Малыш, 1964.
- Меерович М. А. Весёлые картинки. Девять детских пьес для фортепиано. М.: Музыка, 1964. .
- Лайко А. В. Весёлые ножницы. М.: Малыш, 1965.
- Прокофьев С. Л. Сказка о твоих ботинках. Книжка-картинка. М.: Малыш, 1965.
- Сапгир Г. В. Весёлые ножницы. М.: Малыш, 1966.
- Михалков С. В. Котята. Книжка-картинка. М.: Малыш, 1967.
- Михалков С. В. Котёнок. М.: Малыш, 1969.
- Лайко А. В. Хорошие друзья. М.: Малыш, 1970.
- Маршак С. Я. Автобус № 26: Смеш. азбука. М.: Малыш, 1971.
- Колпакова Н. Скок-Поскок: Книжка-картинка. М.: Малыш, 1972.
  - Переизд.: 1973, 1974 и др.
- Заходер Б. В. В гостях у Винни-Пуха: Книжка-игрушка. М.: Малыш, 1975
- Колпакова Н. П. Ехали дорожками. Стихи. М. Малыш. 1975.
- Котик-коток: Русские народные потешки: Книжка-игрушка. М.: Малыш, 1976
- Чичинадзе Г. Бантик: Картонная книжка-ширмочка / Пер. с груз. В. Приходько. М.: Малыш, 1976.
- Баю-баю Василёк: Русские народные потешки и колыбельные / Собр. и обраб. Г. Науменко. М.: Малыш, 1977.
- Левин В. Кошки-мышки: Стихи. М.: Малыш, 1978.
- Хармс Д. Загадочные картинки: Стихи и проза. М.: Малыш, 1980.
- Милн А. Винни-Пух и все, все, все / Пересказ. Б. Заходер. Ашхабад: Магарыф, 1985.
- Война мышей и лягушек. М.: Эксмо-Пресс, 2000

## Книги, проиллюстрированные в соавторстве с Т. Н. Глебовой
- Введенский А. Железная дорога: Стихи / Рис. А. Порет. Л.: ГИЗ, 1929
- Введенский А. Летняя книжка / Рис. А. Порет. Л.: ГИЗ, 1929
- Дети Индии / Рис. А. Порет. [Л.]: ГИЗ, 1929
- <Заболоцкий Н.>. Как победила революция / Рис. А. Порет. М.: ГИЗ, 1930. 2-е изд. М.: ГИЗ. 1930; 3-е изд. М.: Молодая гвардия,1931.
- Маршак С. Мачты и крылья / Илл. Т. Глебовой и А. Порет. М.; Л.: ОГИЗ; Молодая гвардия, 1930
- Миллер Я. (Н. Заболоцкий). Гражданская война / Илл. А. Порет. Л.: ГИЗ, 1930
- Паперная Э. Выставка богов / Рис. А. Порет. Л.: ГИЗ, 1930
- Паперная Э., Карнаухова И. Чьи это игрушки? / Рис. А. Порет. Л., 1930
- Высоковский К. Ехали ребята / Рис. Т. Глебовой. М.; Л.: ГИЗ, 1930
- Миллер Я. (Н. Заболоцкий). Как мы отбили Юденича / Рис. Т. Глебовой. М.: ГИЗ, 1930.(Переиздание: М.; Л.: ОГИЗ; Молодая гвардия, 1931)
- Бармин А. Способ огня / Рис. Т. Глебовой. M.: ОГИЗ; Молодая гвардия, 1931
- Боронина Е. А. А можно ли? / Рис. Т. Глебовой. М.; Л.: ОГИЗ; Молодая гвардия, 1931

## Коллективная работа МАИ[18]
В 1932 году П. Н. Филонову издательством «Academia» было предложено иллюстрировать финский эпос «Калевала»; он согласился, при условии, что иллюстрировать книгу будет коллектив его учеников, под его художественным руководством. "Работа велась строго по принципу аналитического метода П. Н. Филонова <…>Работали каждый у себя дома, два раза в неделю собирались у П. Н. Филонова. <…> Наибольшее количество иллюстраций сделала А. Порет. Много сделал М. Цыбасов. Некоторые успели сделать только по одной картинке. "
- Калевала. М.; Л.: Academia, 1932. (Переиздание: 1933).

Суперобложка первого издания (коллективная работа): Т. Глебова, А. Порет, Е. Борцова, К. Вахрамеев, С. Закликовская, П. Зальцман, Н. Иванова, Э. Лесов, М. Макаров, Н. Соболева, Л. Тагрина, М. Цыбасов.
Форзацы: Т. Глебова, А. Порет.
Титульные листы: левый — А. Порет, правый — Т. Глебова.
Иллюстрации А. Порет: С.8 — заставка «Лес и звери»; С. 13 — заставка; С. 20 — заставка; илл. постраничные на с. 32-33; С. 106 — заставка; С. 125 — заставка; илл постраничные на С. 136—137; С. 182, С. 193, С. 213, 218, 222, 227, 233 — заставки.

## Работы находятся в собраниях
- Государственный Русский музей, Санкт-Петербург.
- Музей изобразительных искусств Республики Карелия, Петрозаводск.
- Ярославский художественный музей, Ярославль.
- Государственный литературный музей, Москва
- ГМИИ им. А. С. Пушкина, Москва
- Московский музей современного искусства (ММОМА), Москва
- Государственный музей искусств имени И. В. Савицкого (Нукус)
- Архангельский музей изобразительных искусств
- Частные собрания